# Coroação da Virgem Maria (El Greco, Illescas)
A Coroação da Virgem Maria é uma obra de 1603-1605 de El Greco, uma de um grupo de cinco pinturas pintadas para o retábulo do altar-mor do Santuario de Nuestra Señora de la Caridad em Illescas, Toledo. Ela e três das outras pinturas ainda estão penduradas na igreja (Caridade, Natividade e Anunciação), enquanto a quinta está agora no Museu Nacional de Arte da Romênia (Casamento da Virgem).